# Aoueinat Ezbel
Aoueinat Ezbel est une commune de Mauritanie située dans le département de Djiguenni de la région de Hodh Ech Chargui.

## Géographie
La commune comprend 9 644 habitants en 2013 contre 6 873 habitants en 2000